# Syoïka
Syoïka (en russe : Сёйка, ce qui signifie « roucouler» en altaï) est un village de la république de l'Altaï, dans le raïon de Tchoïa en Russie. Sa population s'élevait à 1 254 habitants en 2023.

## Géographie
Le village se situe dans la république de l'Altaï, en Sibérie, au centre-sud de la Russie. Le village se situe sur la rivière éponyme, un affluent de la rivière Sarakoksha, elle-même affluent de la Biia, affluent de l'Ob. À cause de l'activité minière, la rivière est hautement polluée. La localité se situe à 54 km de Gorno-Altaïsk et à 3 214 km de Moscou. Ynyrga est le village le plus proche. Le village se situe dans les montagnes de l'Altaï, et son altitude est de 529 m.
Le climat selon la classification de Köppen est dfc, c''est-à-dire un climat subarctique.

## Histoire
Le village aurait été fondé en 1811, mais il est mentionné pour la première fois dans l'ouvrage « Listes des lieux peuplés de la province de Tomsk » en 1904. En effet, et jusqu'en 1920, le village et l'Altaï faisaient partie du gouvernement de Tomsk. Au début du XXe siècle, des colons russes explorent la région, parmi lesquels Vassili Sapojnikov, un géographe et botaniste russe qui a visité et décrit le village. 
La révolution russe n'impacte pas le village dans un premier temps, mais dès 1923 une mine d'or artisanale est ouverte et le village commence à se développer. 
La mine d'or s'agrandit en 1949, avec la découverte d'importants gisements, permettant de financer le développement du village. Ainsi, des commerces, un dispensaire, une centrale électrique et une école sont construites au cours de la décennie suivante. En 1960, la mine avait déjà produit 599 kg d'or. 
Malgré la dislocation de l'URSS, la mine reste publique pendant les années 1990. Les années 2000 voient l'inauguration d'une nouvelle école, mais aussi de l'acquisition de la mine par la Siberia Mining Company pour 111 millions de roubles, et la mine est agrandie. 

## Population
Recensements (*) ou estimations de la population ,,:
| 1911 | 1926 | 1970* | 1979* | 1989* | 2002* |
| ---- | ---- | ----- | ----- | ----- | ----- |
| 70   | 195  | 1 765 | 1 670 | 2 002 | 1 844 |

| 2005  | 2010* | 2012  | 2013  | 2014  | 2015  |
| ----- | ----- | ----- | ----- | ----- | ----- |
| 1 870 | 1 520 | 1 513 | 1 500 | 1 487 | 1 468 |

| 2016  | 2017  | 2018  | 2019  | 2020  | 2021* |
| ----- | ----- | ----- | ----- | ----- | ----- |
| 1 444 | 1 435 | 1 398 | 1 379 | 1 361 | 1 334 |

## Économie
La mine Vesley est la principale activité de la ville. Elle extrait de l'or, de l'argent et du cuivre et emploie 700 personnes. La production d'or dans la république de l'Altaï provient à 80% de la mine. Elle extrait aussi de la wollastonite, un minéral recherché. Le gisement de ce minéral est estimé à 9 millions de tonnes.

## Transport
Le village est relié au réseau routier russe par la 84K-126, revêtue en asphalte allant de Tchoïa au nord à Ynyrga au sud.